# 栄蔵寺 (台東区)
栄蔵寺（えいぞうじ）は、東京都台東区元浅草にある天台宗の寺院。

## 歴史
応永年間（1394年 - 1428年）、恵照によって開山された。元々は洛外神楽岡（現・京都府京都市左京区吉田神楽岡町の吉田山）にあった小堂が起源である。その後、江戸に移転し、良慶の代に現在地に移転した。
当寺の本尊は経誦地蔵である。治承年間（1177年 - 1181年）、「三楽」という者が貧困にあえぎ、何とかしようと、この地蔵に百度参りすることになった。参詣82日目に、三楽は地蔵が経を読んでいるのを発見し、益々信仰を篤くした。100日目の百度参り終了後に、銭1貫文を拾い、それを機に大金持ちになった。この故事により「経誦地蔵」と呼ばれるようになった。福徳円満のご利益があるとされ、江戸時代は三楽にあやかりたいと、多くの人が参詣に訪れたという。

## 交通アクセス
- 銀座線稲荷町駅 2番出口より徒歩3分（経路案内）。
- 新御徒町駅より徒歩6分（経路案内）。